# Olympische Jugend-Sommerspiele 2018/Teilnehmer (Sri Lanka)
| Gelbes Symbol für Goldmedaillen mit stilisierten Olympischen Ringen | Graues Symbol für Silbermedaillen mit stilisierten Olympischen Ringen | Braundes Symbol für Bronzemedaillen mit stilisierten Olympischen Ringen |
| ------------------------------------------------------------------- | --------------------------------------------------------------------- | ----------------------------------------------------------------------- |
| —                                                                   | —                                                                     | 1                                                                       |

Die Jugend-Olympiamannschaft aus Sri Lanka für die III. Olympischen Jugend-Sommerspiele vom 6. bis 18. Oktober 2018 in Buenos Aires (Argentinien) bestand aus dreizehn Athleten.

## Athleten nach Sportarten

### Badminton
Mädchen
- Hasini Ambalangodage
Einzel: 9. Platz
Mixed: Gold  (im Team Alpha)

### Basketball
Mädchen
- 3×3: 17. Platz
- Lubna Morseth
- Taniya Sri Wickramage
Shoot-Out: 34. Platz
- Nihari Athukorala Wickramage
- Leia Hamza
Shoot-Put: 22. Platz

### Bogenschießen
Jungen
- Ravien Dalpatadu
Einzel: 6. Platz
Mixed: 17. Platz (mit Isabella Bassi  Chile)

### Leichtathletik
| Mädchen - Shalinda Jansen 200 m: 9. Platz - Parami Wasanthi Maristela 2000 m Hindernis: Bronze | Jungen - Dilan Bogoda 400 m: 7. Platz - Seniru Amarasinghe Hochsprung: 4. Platz |

### Schießen
Jungen
- Chanidu Senanayake Mudiyanselage
Luftgewehr 10 m: 17. Platz
Mixed: 15. Platz (mit Anna Janßen  Deutschland)

### Schwimmen
Jungen
- Akalanka Peiris
50 m Rücken: 12. Platz
100 m Rücken: 16. Platz
50 m Schmetterling: 25. Platz

### Turnen

#### Gymnastik
Mädchen
- Milka Elpitiya
Einzelmehrkampf: 28. Platz
Boden: 27. Platz
Pferd: 19. Platz
Stufenbarren: 31. Platz
Schwebebalken: 18. Platz